# Талит катан

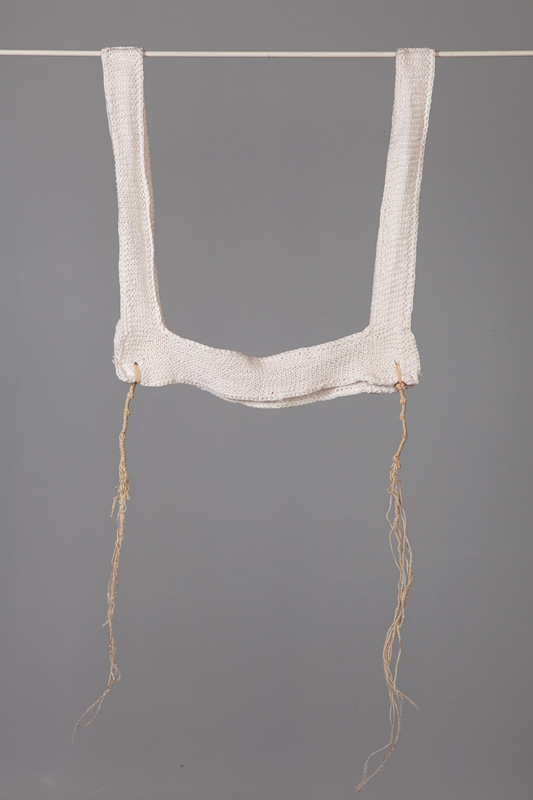
Арба канфот с цицит

Талит катан (сефард. талли́т-ката́н, ашкеназ. та́лес котн, от ивр. טלית קטן‎ — «малый талит»), также арба канфот (Арба-Канфот, ארבע כנפות‎ — «четыре угла») в ортодоксальном иудаизме — исподнее бельё евреев-мужчин (и еврейских мальчиков). Представляет собой прямоугольный отрез шерстяного материала, посередине которого сделано отверстие для головы, так что при надевании одна половина одежды ниспадает вперёд, a другая — назад. К четырём углам одежды прикрепляют цицит, выполняя заповедь, которую при помощи талита катана становится возможным выполнять в течение всего дня набожному еврею. В отличие от талита — верхнего покрывала для молитвы, талит катан носят на протяжении всего дня в качестве повседневного нижнего белья. У ашкеназов талит мужчины надевают только после 13 лет, в то время как талит катан обязателен также для детей, лишь только они способны одеваться сами.
Перед надеванием принято произнести благословение, которое для талита и талита катана — разные. Для талита произносят «Благословен Ты, Господи, Бог наш, Царь Вечный, который освятил нас заповедями Своими и предписал нам облечь себя в цицит», а для талита катана произносят «Благословен Ты, Господи, Бог наш, Царь Вечный, который освятил нас заповедями Своими и предписал нам заповедь о цицит». Маймонид уточнял, что когда благословение произносят для других (Мишне Тора, Брахот), оно принимает второй описанный вариант (например, для одевания отцом ребёнка в талит катан[уточнить]).
Евреи в средневековых мусульманских странах не носили талит катан. В средневековых христианских странах во времена преследований евреи избегали носить одеяние с цицит. Ношение этого одеяния ограничивалось синагогой, а заповедь ношения цицит исполнялась во все времена использованием талита катана скрытно под верхней одеждой. В Моравии талит катан надевали иногда даже на мёртвого еврея. Позже стало принято носить цицит навыпуск и напоказ. В начале XXI века среди хасидов существует обычай не расставаться с цицит и ночью, для этого используют талит катан, что породило немало шуток.

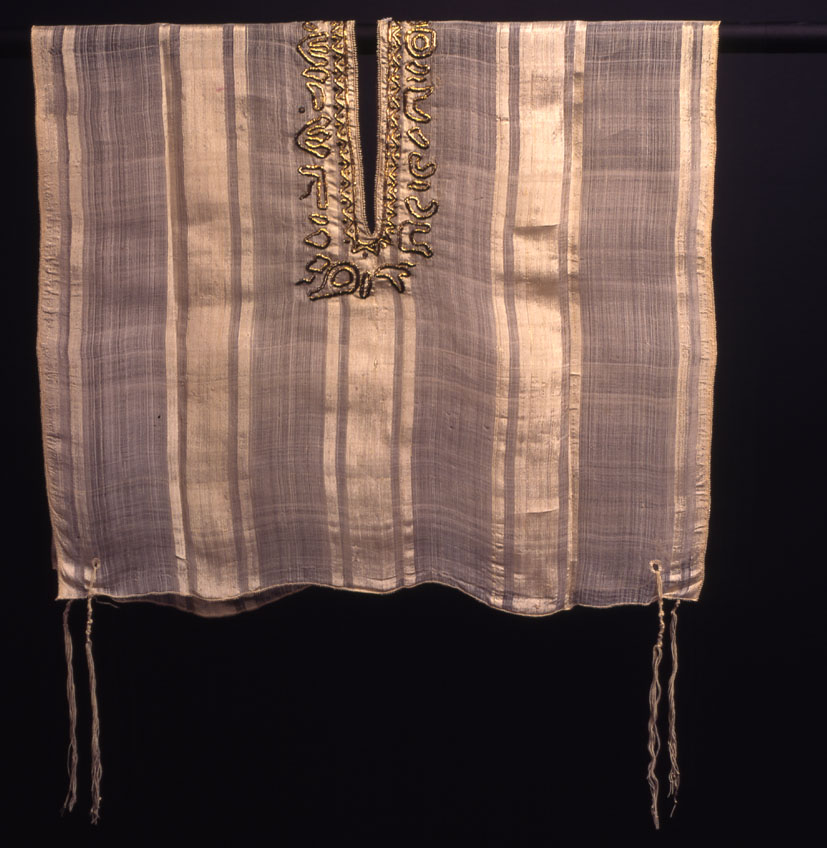
Талит катан XIX века
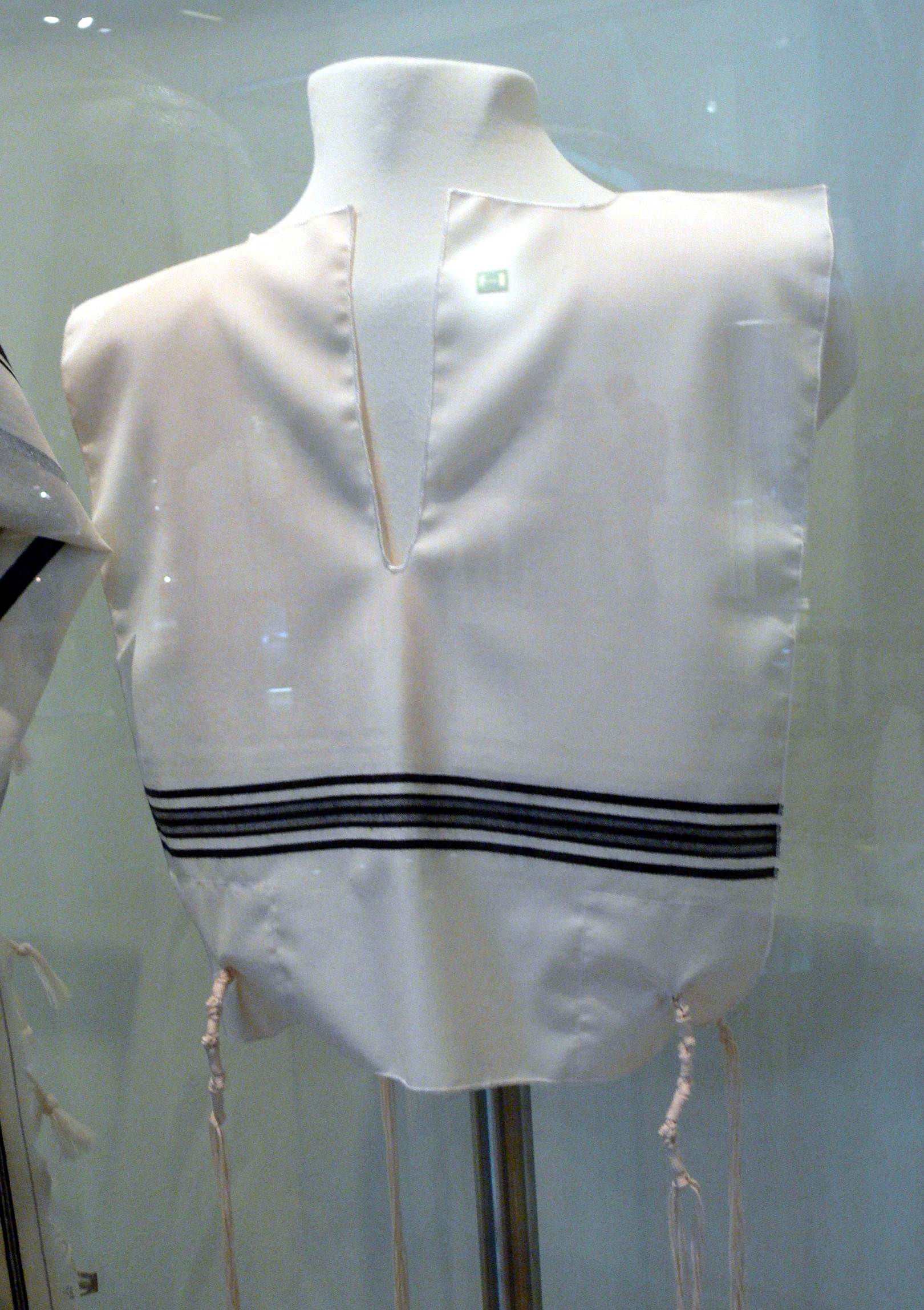
Современный стандартный талит катан
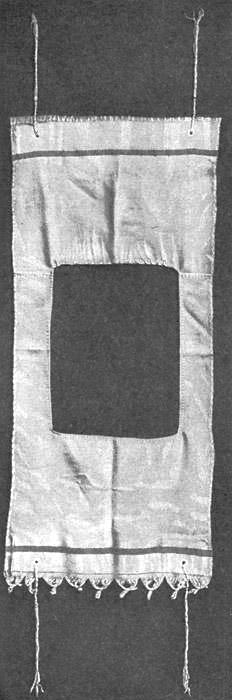
Талит катан в развёрнутом виде
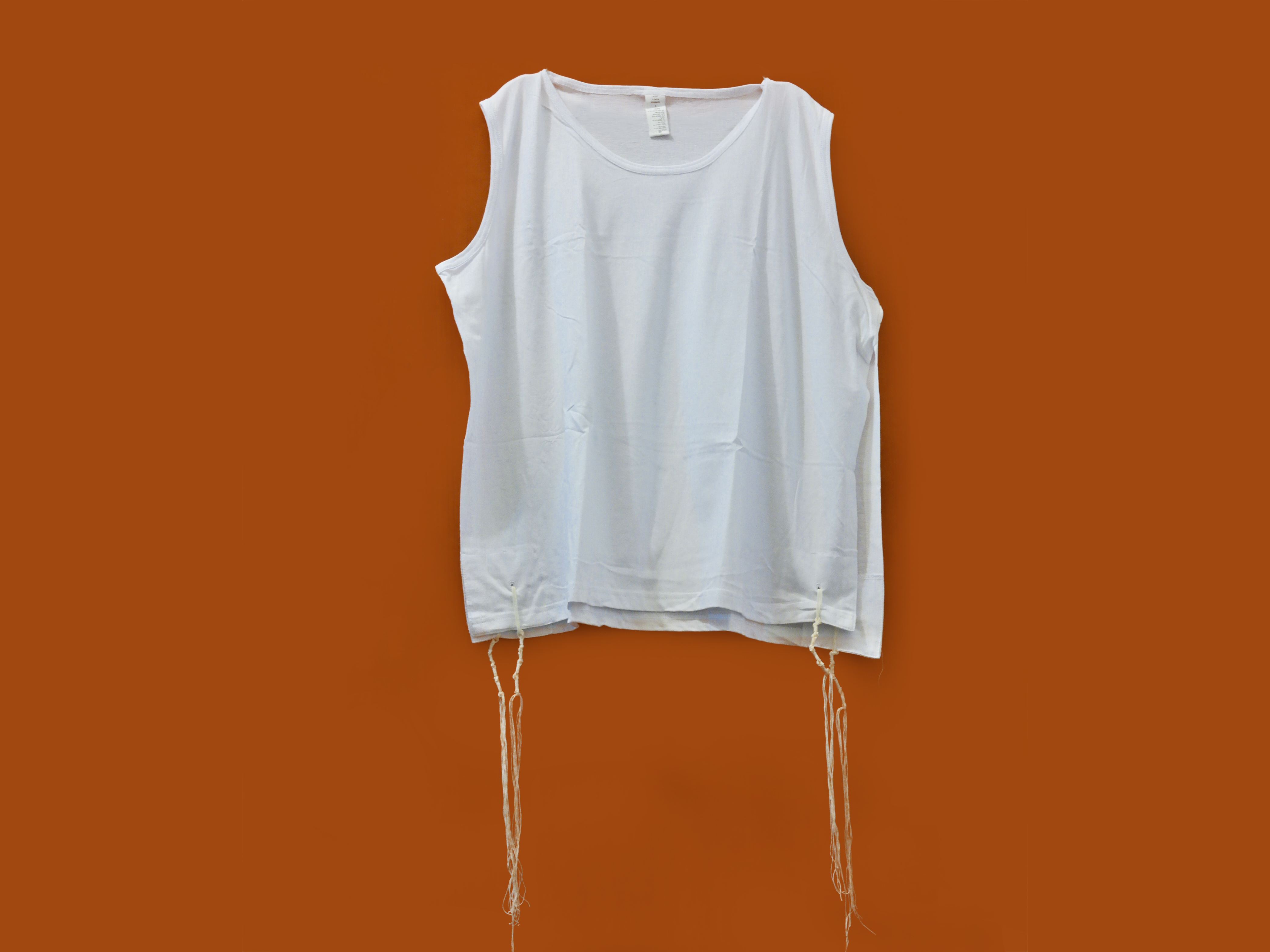
«Своеобразный» талит катан-майка
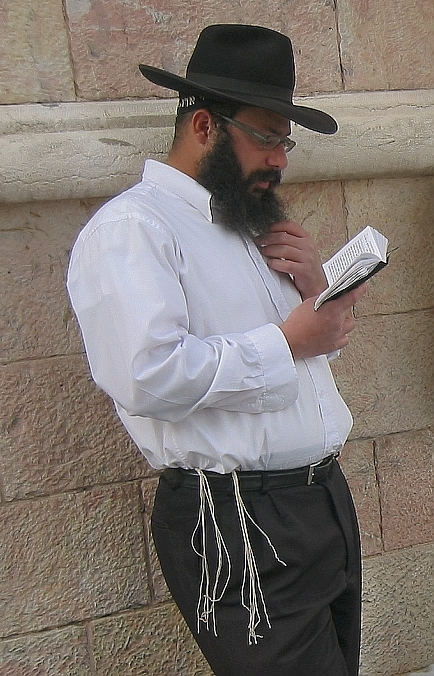
Талит катан под рубашкой с цицит навыпуск
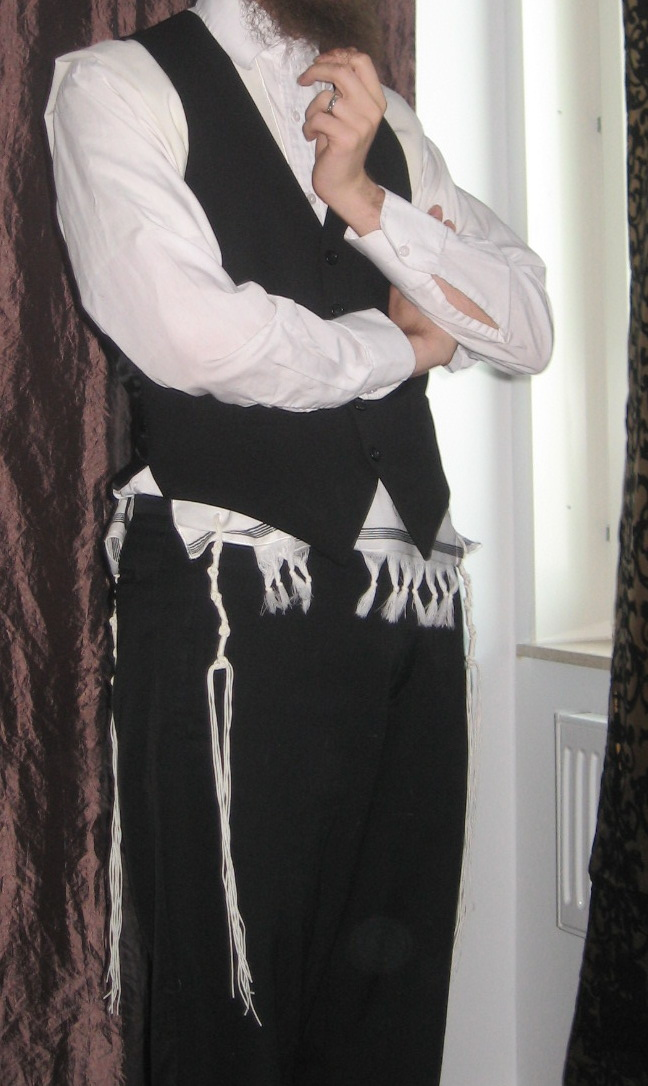
Талит катан под жилеткой на ортодоксальном еврее
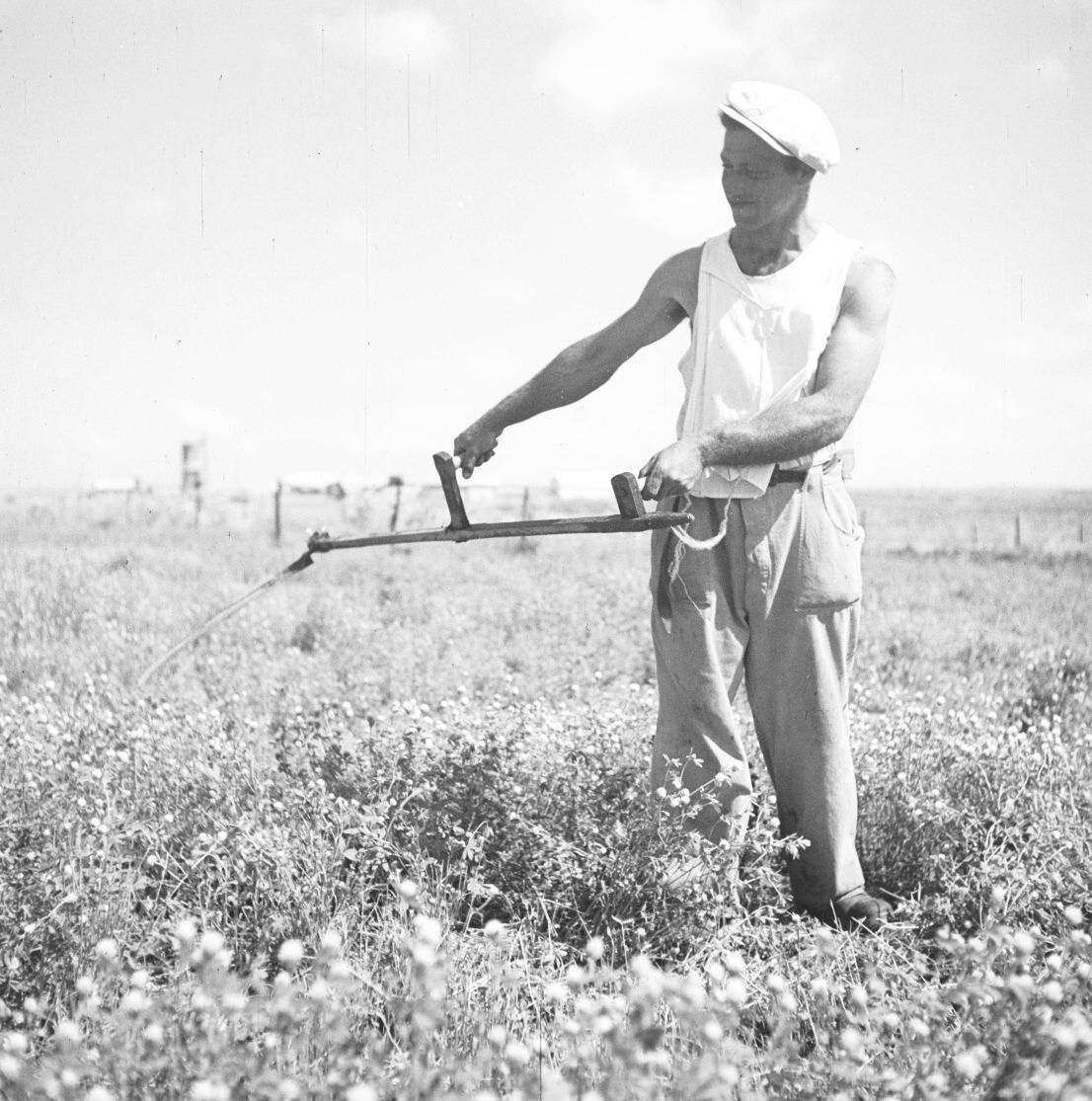
Весёлый косарь-еврей в талите катане